# Astochia spinicauda
Astochia spinicauda là một loài ruồi trong họ Asilidae. Astochia spinicauda được Wulp miêu tả năm 1898. Loài này phân bố ở miền Ấn Độ - Mã Lai.